# Ludwig IV của Thánh chế La Mã
Ludwig IV còn gọi là Ludwig der Bayer (5 tháng 4 1282 ở München - 11 tháng 10, 1347 tại Puch gần Fürstenfeldbruck), xuất thân từ nhà Wittelsbach, là Vua La Mã Đức từ năm 1314, vua của Ý và Hoàng đế La Mã Thần thánh từ năm 1328.
Sau cái chết của Hoàng đế Heinrich VII, Ludwig der Bayer (nhà Wittelsbach) và Friedrich der Schöne (nhà Habsburg) đã cùng được bầu làm Vua La Mã Đức vào năm 1314. Cuộc tranh chấp ngai vàng kéo dài nhiều năm và trong trận Mühldorf năm 1322 nhà Wittelsbach đã giành được thắng lợi quyết định. Tình trạng tranh chấp chấm dứt với Hiệp định München năm 1325, qua đó cả hai đều được công nhận là Vua La Mã Đức, sự kiện đánh dấu lần đầu tiên trong lịch sử một vương quốc thời Trung cổ có hai vị vua cùng lúc. Việc Ludwig can thiệp ở miền Bắc nước Ý đã gây ra một cuộc xung đột với giáo hoàng kéo dài từ năm 1323 đến 1324 dẫn tới việc ông bị rút phép thông công cho đến khi qua đời.
Trong cuộc xung đột với giáo triều, hiến pháp đế quốc phát triển theo hướng thế tục. Vào năm 1328, một cuộc đăng quang hoàng đế đã được tiến hành mà không có Giáo hoàng, Ludwig nhận ngai vàng từ dân chúng La Mã. Ông là người đầu tiên của nhà Wittelsbach trở thành hoàng đế La Mã Thần thánh. Từ thập niên 1330, Ludwig theo đuổi một chính sách phát triển lãnh thổ và quyền lực và tậu được những vùng đất lớn như Niederbayern và Tirol. Mâu thuẫn giữa các công tước và hoàng đế dẫn tới việc Karl IV được bầu làm vị vua đối lập. Ludwig mất năm 1347.

### Thắng trận quyết định

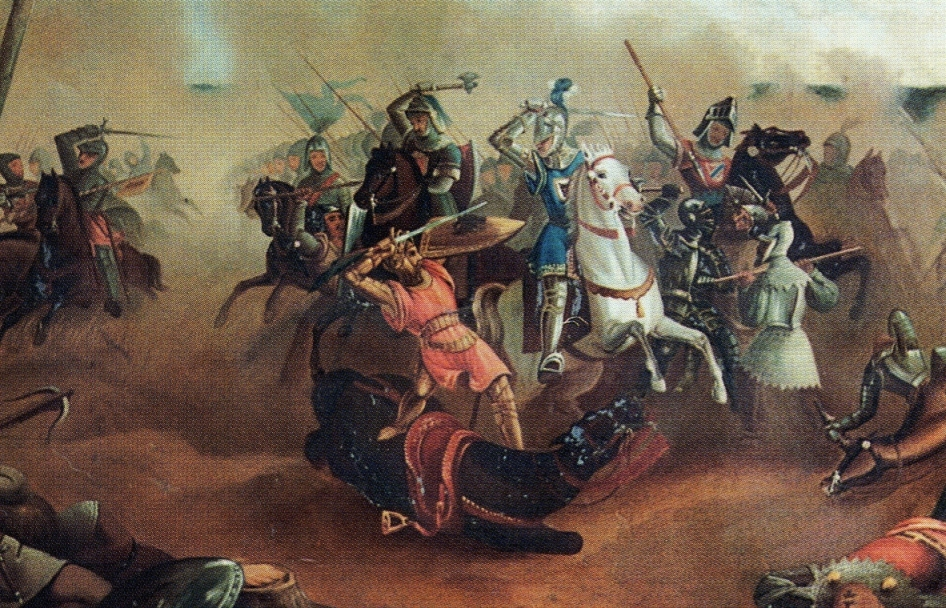
Friedrich IV xứ Nürnberg bị bắt giữ trong trận Mühldorf. Họa phẩm được vẽ khoảng đầu thế kỷ 19.

## Chiến dịch Ý (1327–1330) và đăng quang hoàng đế (1328)

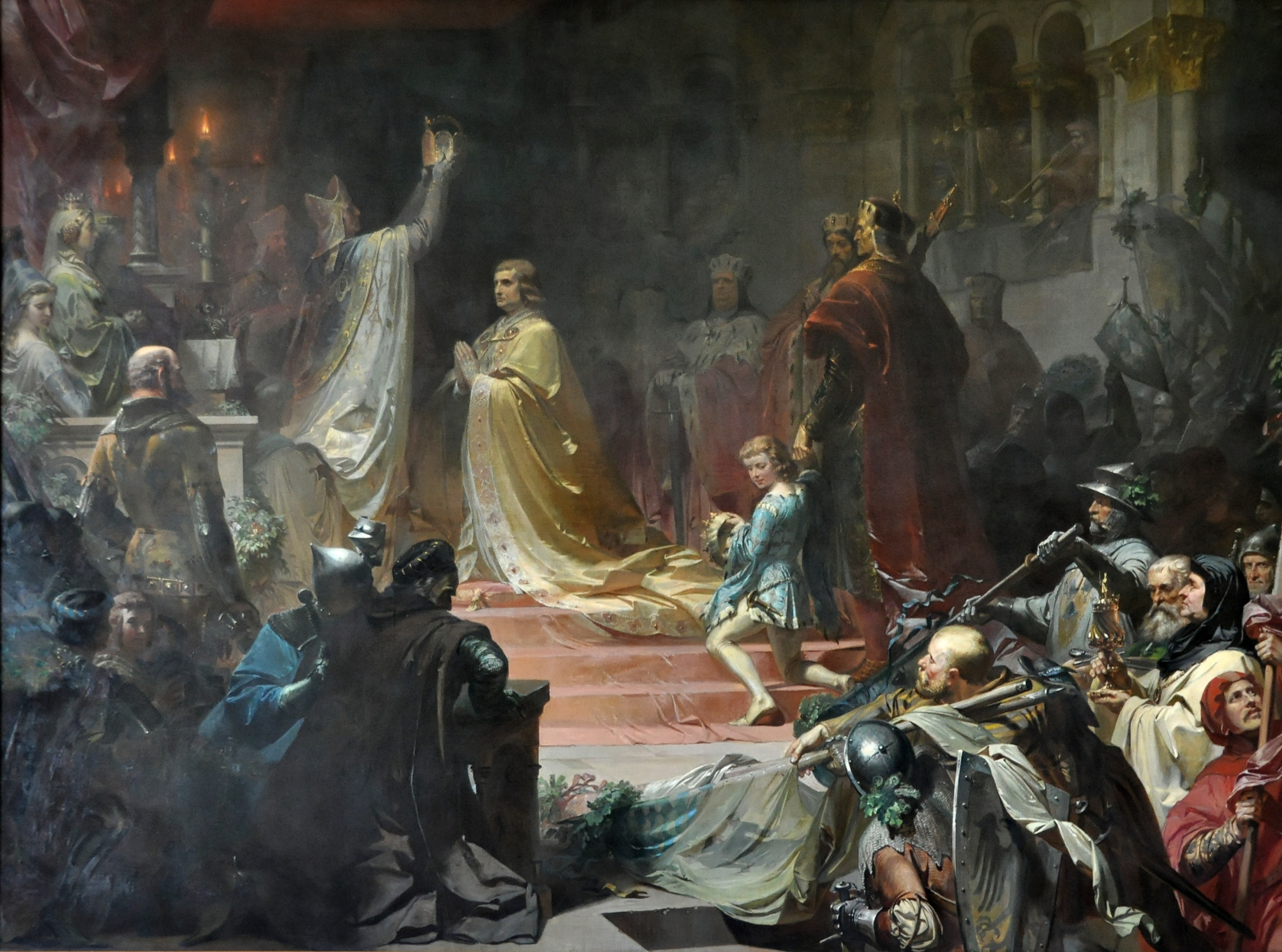
Ludwig IV được tấn phong là Hoàng đế La Mã Thần thánh tại Roma, năm 1328

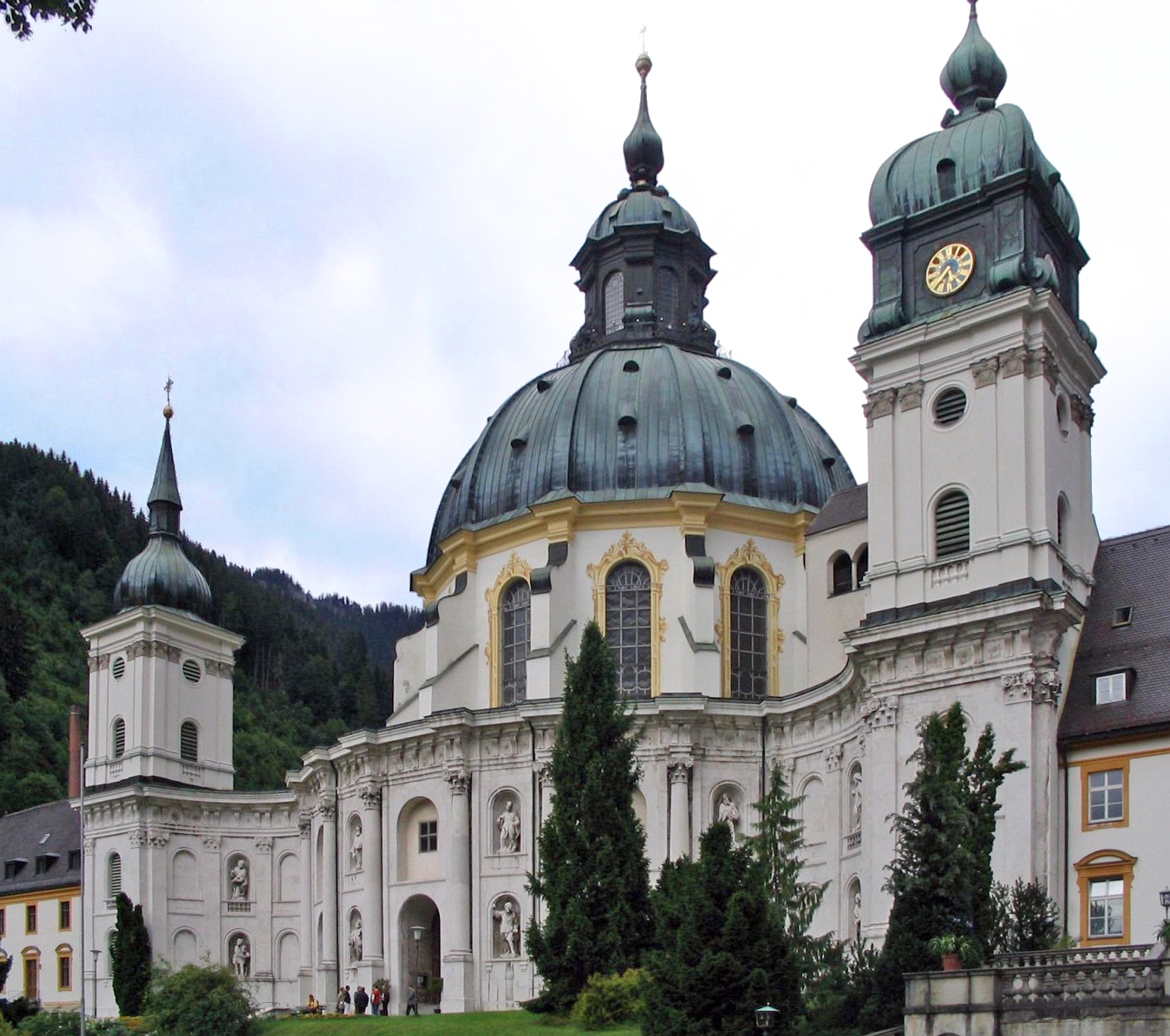
Tu viện Ettal được thành lập bởi Ludwig.

## Liên minh với Anh (1338) và Pháp (1341)

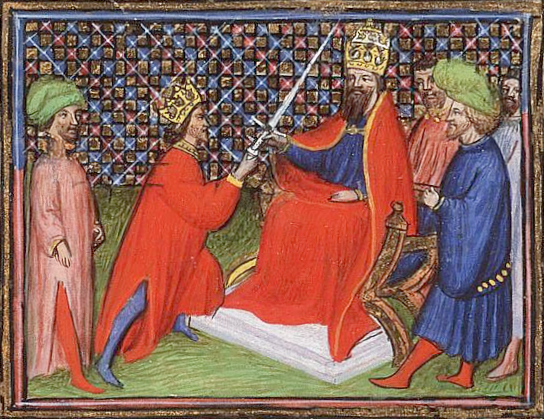
Bổ nhiệm Edward III của Anh làm đại diện hoàng gia cho Hoàng đế Ludwig IV trong tháng 9 năm 1338 tại Koblenz.

## Triều đình

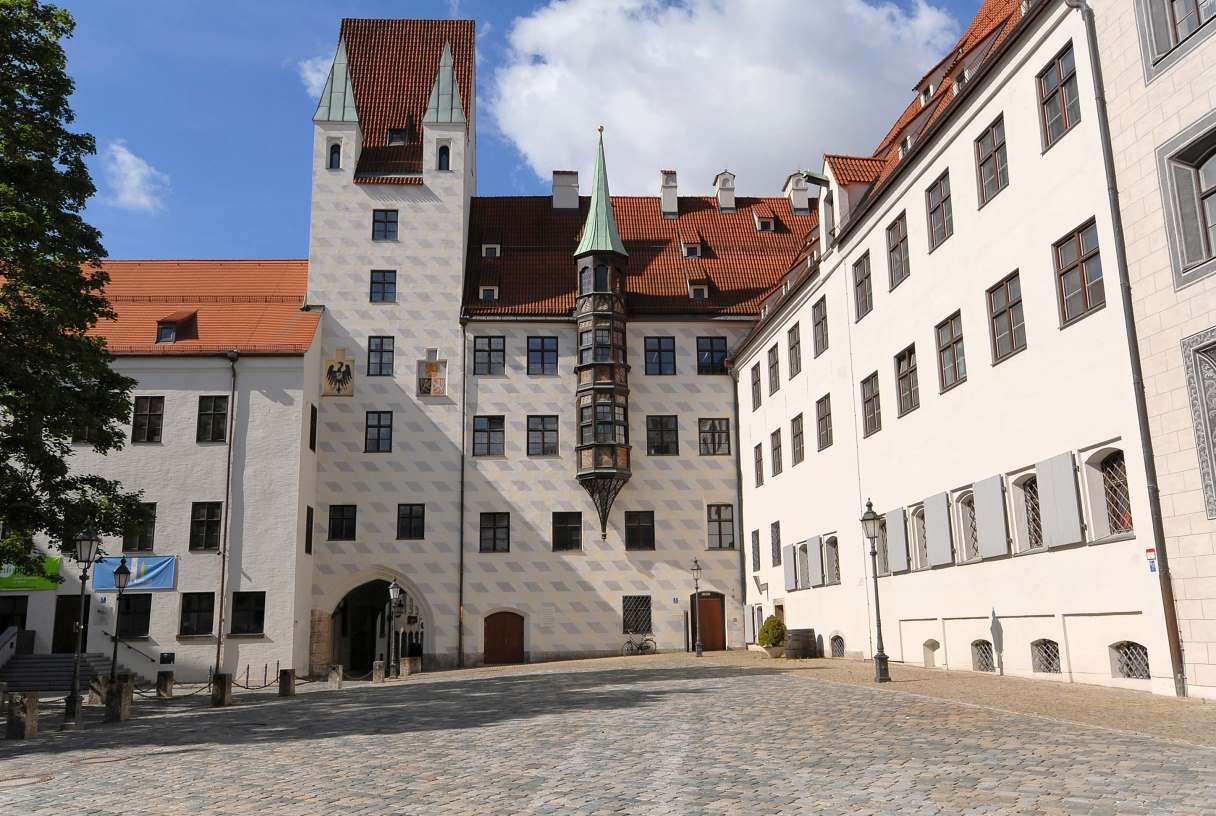
Alter Hof ở München

## Những năm cuối cùng

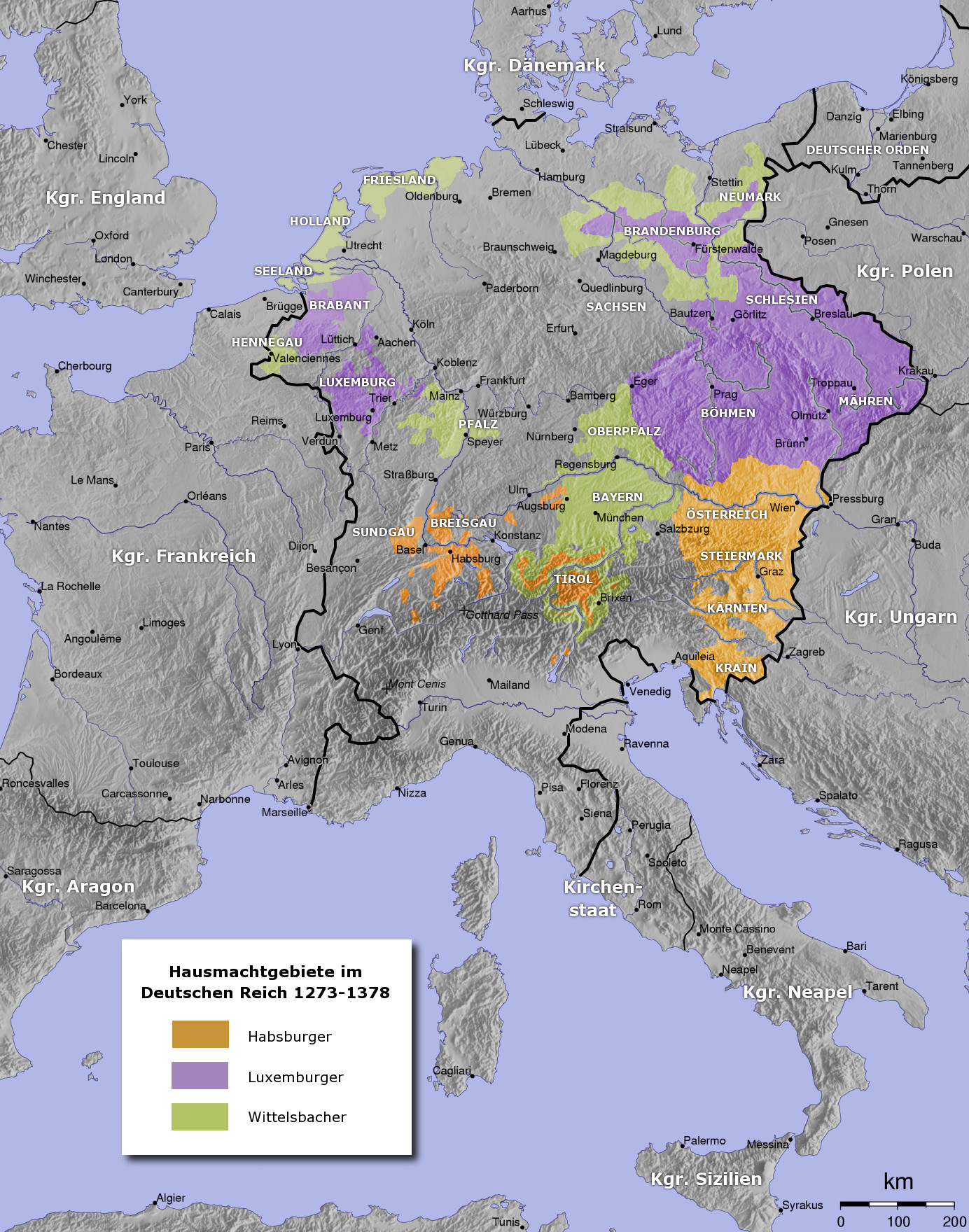
Đế quốc La Mã Thần thánh vào giữa thế kỷ thứ 14. 1363 Tirol thuộc về nhà Habsburg và 1373 nhà Wittelsbach lại mất Brandenburg.